# Панайотис Емануил
Панайотис Емануил (на гръцки: Παναγιώτης Εμμανουήλ) е гръцки революционер от XVIII век, сподвижник на Ригас Велестинлис.

## Биография
Панайотис Емануил е роден в западномакедонския град Костур в 1776 година. По-малък брат е на Йоанис Емануил. Работи като счетоводител в търговската къща на Евстратиос Аргентис, съратник на Ригас Веселстинлис. С брат си влизат в революционния кръг на Ригас и Йоанис е изпратен в родната му Македония, за да подготви въстание. След завръщането си двамата са арестувани заедно с Ригас, Аргентис, Димитриос Николидис, Андониос Корониос, Йоанис Карадзас и Теохарис Турундзияс. Осмината са предадени на османския каймакамин в Белград, където са удушени.
Родната къща на Братя Емануил, строена около 1775 година в махалата Долца (Долцо), е костурска забележителност и е превърната в музей на народните носии.